# Liste des épisodes de Castle
La liste des épisodes de Castle, série télévisée américaine, est constituée de 173 épisodes.

## Panorama des saisons
| Saison | Nombre d'épisodes | Diffusion originale sur ABC | Diffusion originale sur ABC | Diffusion originale sur ABC | Dates de sortie DVD et disques Blu-ray | Dates de sortie DVD et disques Blu-ray | Dates de sortie DVD et disques Blu-ray |
| Saison | Nombre d'épisodes | Années                      | Début de saison             | Fin de saison               | Zone 1 (dont États-Unis)               | Zone 2 (dont France)                   | Zone 4 (dont Australie)                |
| ------ | ----------------- | --------------------------- | --------------------------- | --------------------------- | -------------------------------------- | -------------------------------------- | -------------------------------------- |
| 1      | 10                | 2009                        | 11 mars 2009                | 11 mai 2009                 | 22 septembre 2009                      | 6 mai 2010                             | 9 mars 2010                            |
| 2      | 24                | 2009-2010                   | 21 septembre 2009           | 17 mai 2010                 | 21 septembre 2010                      | 24 mars 2011                           | 1er décembre 2011                      |
| 3      | 24                | 2010-2011                   | 20 septembre 2010           | 16 mai 2011                 | 20 septembre 2011                      | 6 août 2012                            | 12 octobre 2012                        |
| 4      | 23                | 2011-2012                   | 19 septembre 2011           | 7 mai 2012                  | 11 septembre 2012                      | 14 novembre 2012                       | 14 novembre 2012                       |
| 5      | 24                | 2012-2013                   | 24 septembre 2012           | 13 mai 2013                 | 10 septembre 2013                      | 11 novembre 2013                       | 6 novembre 2013                        |
| 6      | 23                | 2013-2014                   | 23 septembre 2013           | 12 mai 2014                 | 16 septembre 2014                      | 17 novembre 2014                       | indéterminées                          |
| 7      | 23                | 2014-2015                   | 29 septembre 2014           | 11 mai 2015                 | 1er septembre 2015                     | indéterminées                          | indéterminées                          |
| 8      | 22                | 2015-2016                   | 21 septembre 2015           | 16 mai 2016                 | indéterminées                          | indéterminées                          | indéterminées                          |

## Liste des épisodes

### Première saison (2009)
Composée de dix épisodes, elle a été diffusée du 11 mars 2009 au 11 mai 2009 sur ABC, aux États-Unis.
1. Des fleurs pour ta tombe (Flowers For Your Grave)
2. Jeunes Filles au père (Nanny McDead)
3. Amis à la vie, à la mort (Hedge Fund Homeboys)
4. Sexe, Scandale et Politique (Hell Hath No Fury)
5. Calcul glacial (A Chill Goes Through Her Veins)
6. La Piste du vaudou (Always Buy Retail)
7. Crimes dans la haute (Home Is Where the Heart Stops)
8. Mémoires d’outre-tombe (Ghosts)
9. Où est Angela ? (Little Girl Lost)
10. Double Face (A Death in the Family)

### Deuxième saison (2009-2010)
Le 20 octobre 2009, la série a été renouvelée pour une deuxième saison de treize épisodes puis pour une saison complète de vingt-deux épisodes. Le 2 mars 2010, ABC commande deux épisodes supplémentaires pour cette saison, portant celle-ci à un total de vingt-quatre épisodes. Elle a été diffusée du 21 septembre 2009 au 17 mai 2010 sur ABC, aux États-Unis.
Note : Certains épisodes ont bénéficié de titres francophones différents lors de leur diffusion en Belgique et / ou Suisse. Ils sont indiqués en second le cas échéant.
1. La Mort à crédit / Double Jeu (Deep In Death)
2. Quitte ou Double (The Double Down)
3. L'Enfer de la mode / Mode opératoire (Inventing the Girl)
4. L'Escroc au cœur tendre / Arnaques (Fool Me Once…)
5. L'auteur qui m'aimait / Échanger n’est pas joué (When the Bough Breaks)
6. Pour l'amour du sang / Mémoires d’un vampire (Vampire Weekend)
7. Dernières Paroles / Obsession (Famous Last Words)
8. Tuez le messager / Une vieille histoire (Kill the Messenger)
9. Les Dessous de la loi / Au-dessus des lois (Love Me Dead)
10. Doubles Vies / Faux Semblants (One Man's Treasure)
11. La Cinquième Balle / Tombé dans l’oubli (The Fifth Bullet)
12. Une rose pour l’éternité (A Rose For Everafter)
13. Le Contrat (Sucker Punch)
14. Le Troisième Homme / Sans un coup de feu (The Third Man)
15. Le Batteur battu / Sauve qui peut (Suicide Squeeze)
16. Journal d'une dominatrice / Domination et Soumission (The Mistress Always Spanks Twice)
17. Messages par balles / Autour de Nikki, première partie (Tick, Tick, Tick)
18. La Mort de Nikki / Autour de Nikki, deuxième partie (Boom)
19. La Malédiction de la momie / La Malédiction (Wrapped Up in Death)
20. Rire et Châtiment / Le Dernier Show (The Late Shaft)
21. Le Flic fantôme / Le Passé de la cinquante-quatrième (Den of Thieves)
22. La Guerre des cuisines (Food to Die For)
23. Doublement Mort / Tué deux fois (Overkill)
24. Espion d'un jour / Jeux dangereux (A Deadly Game)

### Troisième saison (2010-2011)
Le 30 mars 2010, la chaîne américaine a renouvelé la série pour une troisième saison de vingt-deux épisodes. Puis le 11 novembre 2010, la chaîne a commandé deux épisodes supplémentaires portant la troisième saison à un total de vingt-quatre épisodes. Elle a été diffusée du 20 septembre 2010 au 16 mai 2011 sur ABC, aux États-Unis.
Note : Certains épisodes ont bénéficié de titres francophones différents lors de leur diffusion en Belgique et / ou Suisse. Ils sont indiqués en second le cas échéant.
1. Présumé coupable (A Deadly Affair)
2. Mort par prédiction (He's Dead, She's Dead)
3. Rencontre avec le passé (Under the Gun)
4. Duel à l'ancienne / Meurtre intemporel (Punked)
5. Anatomie d'un assassinat (Anatomy of a Murder)
6. Triple Tueur / Un assassin de renom (3XK)
7. Célèbre à tout prix (Almost Famous)
8. Sous haute tension / L’Enlèvement (Murder Most Fowl)
9. La vérité est ailleurs / D’un autre monde (Close Encounters of the Murderous Kind)
10. L'Ombre du passé / L’Appel du passé (Last Call)
11. Dans la peau de Nikki / Nikki Hard (Nikki Heat)
12. Abracadabra ! (Poof, You're Dead)
13. Une nouvelle piste / Coup bas (Knockdown)
14. Grosses Infortunes / Un heureux gagnant (Lucky Stiff)
15. Aveuglement / Avis contraire (The Final Nail)
16. Piégés / Un mystérieux complot (Setup: Part One)
17. Menace sur New York / Compte à rebours (Countdown: Part Two)
18. Cruel comme un soap / On ne perd qu'une vie / Un feuilleton à rebondissement (One Life to Lose)
19. Un homme en colère / Le Juré (Law and Murder)
20. Tranches de mort / Une part mortelle (Slice of Death)
21. Eau trouble (The Dead Pool)
22. Le Tueur de L.A. / En quête de justice (To Love and Die in L.A.)
23. Mort d'une miss / La Mort d’une miss (Pretty Dead)
24. La Traque (Knockout)

### Quatrième saison (2011-2012)
Le 10 janvier 2011, la série a été renouvelée pour une quatrième saison de vingt-deux épisodes. Le 8 décembre 2011, la chaîne a commandé un épisode supplémentaire portant la saison à vingt-trois épisodes. Elle a été diffusée du 19 septembre 2011 au 7 mai 2012 sur ABC, aux États-Unis.
1. Renaissance (Rise)
2. Lame solitaire (Heroes and Villains)
3. Casse-tête (Head Case)
4. L'Empreinte d'une arme (Kick the Ballistics)
5. L'Art de voler (Eye of the Beholder)
6. Démons (Demons)
7. Otages (Cops and Robbers)
8. Dans l'antre du jeu (Heartbreak Hotel)
9. Course contre la mort (Kill Shot)
10. Détache-moi (Cuffed)
11. Sexpionnage (Till Death Do Us Part)
12. Jeux de pouvoir (Dial M for Mayor)
13. Une vie de chien (An Embarrassment of Bitches)
14. Le Papillon bleu (The Blue Butterfly)
15. Pandore, première partie (Pandora)
16. Pandore, deuxième partie (Linchpin)
17. Il était une fois un crime (Once Upon a Crime)
18. Danse avec la mort (A Dance with Death)
19. 47 secondes (47 Seconds)
20. Au service de sa majesté (The Limey)
21. Chasseurs de têtes (Headhunters)
22. Mort vivant (Undead Again)
23. Jusqu'à la mort s'il le faut (Always)

### Cinquième saison (2012-2013)
Le 10 mai 2012, la série a été renouvelée pour une cinquième saison. Le 19 octobre 2012, la chaîne a commandé un épisode supplémentaire, portant la saison à vingt-trois épisodes. Le 5 février 2013, la chaîne a commandé un nouvel épisode supplémentaire portant la saison à vingt-quatre épisodes. Elle a été diffusée du 24 septembre 2012 au 13 mai 2013 sur ABC, aux États-Unis.
1. Après la tempête (After the Storm)
2. Nuageux avec risques de meurtre (Cloudy With a Chance of Murder)
3. Œil pour œil (Secret's Safe With Me)
4. Meurtre dans les Hamptons (Murder, He wrote)
5. Sans doute possible (Probable Cause)
6. Tueur intergalactique (The Final Frontier)
7. Rock haine roll (Swan Song)
8. Seuls dans la nuit (After Hours)
9. Pas de pitié pour le père Noël (Secret Santa)
10. Pour le meilleur et pour le pire (Significant Others)
11. Une soirée qui tue (Under the Influence)
12. Le Vice et la Vertu (Death Gone Crazy)
13. Un choix cornélien (Recoil)
14. Faux-Semblants (Reality Star Struck)
15. La Cible (Target)
16. La Chasse (Hunt)
17. Morts de peur (Scared To Death)
18. Un passé insoupçonné (The Wild Rover)
19. La Vie des autres (The Lives of Others)
20. À la recherche de l'homme-singe (The Fast and the Furriest)
21. Protection rapprochée (The Squab and the Quail)
22. Toute une histoire (Still)
23. Le Facteur humain (The Human Factor)
24. Jeu de dupes (Watershed)

### Sixième saison (2013-2014)
Le 10 mai 2013, la série a été renouvelée pour une sixième saison de vingt-trois épisodes. Elle a été diffusée du 23 septembre 2013 au 12 mai 2014 sur ABC, aux États-Unis et sur le réseau CTV au Canada.
1. Valkyrie (Valkyrie)
2. Secret défense (Dreamworld)
3. Pas de bol, y a école ! (Need to Know)
4. Sa plus grande fan (Number One Fan)
5. L'avenir nous le dira (Time Will Tell)
6. Tout un symbole (Get a Clue)
7. Tel père, telle fille (Like Father, Like Daughter)
8. Le meurtre est éternel (A Murder Is Forever)
9. L'Élève et le Maître (Disciple)
10. Le Bon, la Brute et le Bébé (The Good, the Bad and the Baby)
11. Tout feu tout flamme (Under Fire)
12. Un monde d'illusions (Deep Cover)
13. La Rançon de la gloire (Limelight)
14. Habillée pour le cimetière (Dressed to Kill)
15. Bienvenue dans l'âge ingrat (Smells Like Teen Spirit)
16. La Chambre 147 (Room 147)
17. Lazare (In the Belly of the Beast)
18. La Voie du ninja (The Way of the Ninja)
19. L'Agneau de Wall Street (The Greater Good)
20. Le Meurtre du samedi soir (That '70s Show)
21. Sport de rue (Law and Boarder)
22. Veritas (Veritas)
23. Le Grand Jour (For Better or Worse)

### Septième saison (2014-2015)
Le 9 mai 2014, la série a été renouvelée pour une septième saison de vingt-trois épisodes. Elle a été diffusée du 29 septembre 2014 au 11 mai 2015 sur ABC, aux États-Unis.
1. Sans relâche (Driven)
2. Montréal (Montreal)
3. Une force invisible (Clear and Present Danger)
4. Un problème enfantin (Child’s Play)
5. Un buzz foudroyant (Meme Is Murder)
6. De parfaits inconnus (Time of Our Lives)
7. Les Mystères de l'Ouest (Once Upon a Time in the West)
8. Chevalier blanc (Kill Switch)
9. Action ! (Last Action Hero)
10. Un Noël dans la mafia (Bad Santa)
11. Castle, détective privé (Castle, P.I.)
12. L'affaire est dans le sac (Private Eye Caramba!)
13. Devant mes yeux (I, Witness)
14. Résurrection (Resurrection)
15. Règlement de comptes (Reckoning)
16. Planète hostile (The Wrong Stuff)
17. Le Flic de Hong Kong (Hong Kong Hustle)
18. Dans la ligne de mire (At Close Range)
19. L'Attaque du pitbull (Habeas Corpse)
20. En sommeil (Sleeper)
21. Y a-t-il un enquêteur dans l'avion (In Plane Sight)
22. La mort n'est pas une blague (Dead from New York)
23. Dans les bois (Hollander's Woods)

### Huitième saison (2015-2016)
Le 7 mai 2015, la série a été renouvelée pour une huitième et dernière saison de vingt-deux épisodes. Elle a été diffusée du 21 septembre 2015 au 16 mai 2016 sur ABC, aux États-Unis.
1. Disparition, première partie (XY)
2. Conspiration, deuxième partie (XX)
3. Cinquante Nuances de vengeance (PhDead)
4. De pieux mensonges (What Lies Beneath)
5. Le Nez (The Nose)
6. Une vieille connaissance (Cool Boys)
7. Un homme à femmes (The Last Seduction)
8. M. et Mme Castle (Mr. and Mrs. Castle)
9. Meurtre a cappella (Tone Death)
10. Témoin-clé (Witness for the Prosecution)
11. L'Espion qui venait du froid (Dead Red)
12. Huis clos (The Blame Game)
13. Le Rêve américain (And Justice For All)
14. Escapade à L.A. (The G.D.S.)
15. Le ver est dans le fruit (Fidelis Ad Mortem)
16. Le Cœur ou la Raison (Heartbreaker)
17. Votre mort est un ordre (Death Wish)
18. Trahisons (Backstabber)
19. L'Immortel (Dead Again)
20. Beaucoup de bruit pour un meurtre (Much Ado About Murder)
21. La Fin du monde (Hell To Pay)
22. Tirs croisés (Crossfire)